# Horeňovo (vrch)
Horeňovo (892,2 m n. m.) je nevýrazný, částečně odlesněný vrch v pohoří Žiar. Leží přibližně 5 km severně od Handlové.

## Poloha
Nachází se v jižní části pohoří, v geomorfologickém podcelku Horeňovo. Leží na hranici Žilinského a Trenčínského kraje, rozhraní okresů Turčianské Teplice a Prievidza a zasahuje na katastrální území obcí Sklené a Ráztočno. Vrch sousedí na jihu s vrchem Bór (671 m n. m.), na jihovýchoděs Bralovou skálou (826 m n. m.) a na severu s Vysokým vrchem (829 m n. m.). Hřebenem vede rozvodnice povodí Nitry a Turca.

## Popis
Zejména od jihu poměrně mohutný vrch je součástí hlavního hřebene Žiaru, který vede od severozápadu na jihovýchod. Vrch je z velké části pokryt smíšeným lesem, vrcholová část je částečně loučnatá a umožňuje výhledy. Severovýchodní svahy odvodňují Motnikerov a Hluboký potok, směřující do Turce, jihozápadní část přítoky řeky Handlovka. Svojí výškou je pátým nejvyšším vrchem pohoří.

### Výhledy
Horeňovo, obklopené vyššími pohořími nabízí výhled zejména na vrcholy vlastního pohoří, ale při vhodných podmínkách je dobře vidět Vtáčnik, Kremnické vrchy, Velká i Malá Fatru a Strážovské vrchy.

## Přístup
Vrchol traverzuje  značená Cesta hrdinů SNP:
- - z jihovýchodu z Bralovej skály přes Sklenianske louky
  - ze severozápadu z Vyšehradu přes Chrenovské lazy
- po  značce:
  - z Ráztočna přes Sklenianske louky
  - ze Skleného přes Sklenianske louky[2]